# 1995-ös U17-es labdarúgó-világbajnokság
Az 1995-ös U17-es labdarúgó-világbajnokságot Ecuadorban rendezték 1995. augusztus 3. és augusztus 20. között. 16 válogatott vett részt a tornán. A világbajnokságon 1978. augusztus 1. után született labdarúgók vehettek részt. A tornát Ghána nyerte meg.

## Helyszínek
| Város      | Stadion                   |
| ---------- | ------------------------- |
| Quito      | Olímpico Atahualpa        |
| Cuenca     | Alejandro Serrano Aguilar |
| Riobamba   | Olímpico de Riobamba      |
| Ibarra     | Olímpico de Ibarra        |
| Portoviejo | Reales Tamarindos         |
| Guayaquil  | Monumental Stadion        |

## Csapatok
| Szövetség                                         | Selejtező torna                                 | Csapatok                                 |
| ------------------------------------------------- | ----------------------------------------------- | ---------------------------------------- |
| AFC (Ázsia)                                       | 1994-es U16-os Ázsia-kupa                       | Japán · Omán · Katar                     |
| CAF (Afrika)                                      | 1995-ös U17-es Afrika-kupa                      | Ghána · Guinea · Nigéria                 |
| CONCACAF (Észak és Közép-amerikai, Karibi térség) | 1994-es U17-es CONCACAF-aranykupa               | Kanada · Costa Rica · Egyesült Államok   |
| CONMEBOL (Dél-Amerika)                            | 1995-ös U17-es dél-amerikai Labdarúgó-bajnokság | Argentína · Brazília                     |
| OFC (Óceánia)                                     | 1995-ös U17-es óceániai Selejtező-torna         | Ausztrália                               |
| UEFA (Európa)                                     | 1995-ös U16-os labdarúgó-Európa-bajnokság       | Németország · Spanyolország · Portugália |
| Rendező ország                                    | Rendező ország                                  | Ecuador                                  |

## Csoportkör
A csoportok első két helyezettje jutott tovább a negyeddöntőkbe, onnantól egyeneses kieséses rendszerben folytatódtak a küzdelmek.
A mérkőzések kezdési időpontjai helyi idő szerint vannak feltüntetve.
| Jelmagyarázat                                                            |
| ------------------------------------------------------------------------ |
| A csoportok első két helyezettje bejutott az egyenes kieséses szakaszba. |
| A csoportok harmadik és negyedik helyezettjei kiestek.                   |

### A csoport
| Csapat           | M | Gy | D | V | G+ | G– | Gk | P |
| ---------------- | - | -- | - | - | -- | -- | -- | - |
| Ghána            | 3 | 3  | 0 | 0 | 5  | 1  | +4 | 9 |
| Ecuador          | 3 | 1  | 1 | 1 | 3  | 2  | +1 | 4 |
| Japán            | 3 | 1  | 1 | 1 | 2  | 2  | 0  | 4 |
| Egyesült Államok | 3 | 0  | 0 | 3 | 1  | 6  | –5 | 0 |

| 1995. augusztus 3. 20:15 |

| Ecuador                | 2–0               | Egyesült Államok |
| ---------------------- | ----------------- | ---------------- |
| Moreira 31' Corozo 83' | (1–0) Jegyzőkönyv |                  |

| Quito Nézőszám: 28 000 Játékvezető: Fritz Stuchlik (osztrák) |

| 1995. augusztus 3. 18:00 |

| Ghána      | 1–0               | Japán |
| ---------- | ----------------- | ----- |
| Kamara 70' | (0–0) Jegyzőkönyv |       |

| Quito Nézőszám: 28 000 Játékvezető: Leslie Irvine (északír) |

| 1995. augusztus 5. 18:15 |

| Ecuador    | 1–2               | Ghána             |
| ---------- | ----------------- | ----------------- |
| Angulo 32' | (1–1) Jegyzőkönyv | Sule 6' Gambo 68' |

| Quito Nézőszám: 18 000 Játékvezető: José Luis da Rosa (uruguayi) |

| 1995. augusztus 5. 16:00 |

| Egyesült Államok | 1–2               | Japán                     |
| ---------------- | ----------------- | ------------------------- |
| Redmond 60'      | (0–0) Jegyzőkönyv | Jamazaki 49' Takahara 86' |

| Quito Nézőszám: 12 000 Játékvezető: Fritz Stuchlik (osztrák) |

| 1995. augusztus 8. 20:15 |

| Ecuador | 0–0         | Japán |
| ------- | ----------- | ----- |
|         | Jegyzőkönyv |       |

| Quito Nézőszám: 34 000 Játékvezető: Szaíd Belqola (marokkói) |

| 1995. augusztus 8. 18:00 |

| Egyesült Államok | 0–2               | Ghána                 |
| ---------------- | ----------------- | --------------------- |
|                  | (0–1) Jegyzőkönyv | Iddrisu 35' Akwei 65' |

| Quito Nézőszám: 28 000 Játékvezető: Vaszil Melnicsuk (ukrán) |

### B csoport
| Csapat     | M | Gy | D | V | G+ | G– | Gk | P |
| ---------- | - | -- | - | - | -- | -- | -- | - |
| Argentína  | 3 | 3  | 0 | 0 | 7  | 0  | +7 | 9 |
| Portugália | 3 | 1  | 0 | 2 | 5  | 6  | –1 | 3 |
| Guinea     | 3 | 1  | 0 | 2 | 3  | 6  | –3 | 3 |
| Costa Rica | 3 | 1  | 0 | 2 | 2  | 5  | –4 | 3 |

| 1995. augusztus 4. 18:00 |

| Argentína                             | 3–0               | Portugália |
| ------------------------------------- | ----------------- | ---------- |
| Gatti 5' La Paglia 19' 88' (11-esből) | (2–0) Jegyzőkönyv |            |

| Cuenca Nézőszám: 6500 Játékvezető: Hartmut Strampe (német) |

| 1995. augusztus 4. 20:15 |

| Costa Rica             | 2–0               | Guinea |
| ---------------------- | ----------------- | ------ |
| Fonseca 80' Campos 87' | (0–0) Jegyzőkönyv |        |

| Cuenca Nézőszám: 6500 Játékvezető: Barry Tasker (új-zélandi) |

| 1995. augusztus 6. 13:15 |

| Portugália       | 2–3               | Guinea                                      |
| ---------------- | ----------------- | ------------------------------------------- |
| Zeferino 11' 26' | (2–1) Jegyzőkönyv | Bangoura 30' Conte 48' (11-esből) Keita 65' |

| Cuenca Nézőszám: 2500 Játékvezető: Ahmed Haji Yaakub (malajziai) |

| 1995. augusztus 6. 20:15 |

| Argentína             | 2–0               | Costa Rica |
| --------------------- | ----------------- | ---------- |
| Caserio 62' Gatti 79' | (0–0) Jegyzőkönyv |            |

| Cuenca Nézőszám: 2500 Játékvezető: Hossein Asgari (iráni) |

| 1995. augusztus 9. 18:00 |

| Portugália                  | 3–0               | Costa Rica |
| --------------------------- | ----------------- | ---------- |
| Vargas 88' 90+1' Adolfo 89' | (0–0) Jegyzőkönyv |            |

| Cuenca Nézőszám: 15 000 Játékvezető: Roger Zambrano (ecuadori) |

| 1995. augusztus 9. 20:15 |

| Argentína             | 2–0               | Guinea |
| --------------------- | ----------------- | ------ |
| Peralta 18' Aimar 26' | (2–0) Jegyzőkönyv |        |

| Cuenca Nézőszám: 15 000 Játékvezető: Antonio Marrufo (mexikói) |

### C csoport
| Csapat        | M | Gy | D | V | G+ | G– | Gk | P |
| ------------- | - | -- | - | - | -- | -- | -- | - |
| Nigéria       | 3 | 2  | 1 | 0 | 5  | 2  | +3 | 7 |
| Ausztrália    | 3 | 1  | 1 | 1 | 5  | 4  | +1 | 4 |
| Spanyolország | 3 | 1  | 1 | 1 | 4  | 4  | 0  | 4 |
| Katar         | 3 | 0  | 1 | 2 | 1  | 5  | –4 | 1 |

| 1995. augusztus 4. 12:00 |

| Nigéria       | 1–1               | Katar     |
| ------------- | ----------------- | --------- |
| Anyamkygh 37' | (1–1) Jegyzőkönyv | Gulám 39' |

| Riobamba Nézőszám: 20 000 Játékvezető: Antonio Marrufo (mexikói) |

| 1995. augusztus 4. 14:15 |

| Ausztrália      | 2–2               | Spanyolország                   |
| --------------- | ----------------- | ------------------------------- |
| Allsopp 16' 73' | (1–0) Jegyzőkönyv | Duarte 55' (11-esből) Mista 73' |

| Riobamba Nézőszám: 20 000 Játékvezető: Ramesh Ramdhan (trinidadi) |

| 1995. augusztus 6. 12:00 |

| Nigéria                     | 2–0               | Ausztrália |
| --------------------------- | ----------------- | ---------- |
| Anyamkygh 59' Obiorah 90+3' | (0–0) Jegyzőkönyv |            |

| Riobamba Nézőszám: 10 000 Játékvezető: Roger Zambrano (ecuadori) |

| 1995. augusztus 6. 14:15 |

| Katar | 0–1               | Spanyolország |
| ----- | ----------------- | ------------- |
|       | (0–0) Jegyzőkönyv | Ferrón 83'    |

| Riobamba Nézőszám: 10 000 Játékvezető: González Epifanio (paraguayi) |

| 1995. augusztus 9. 12:00 |

| Katar | 0–3               | Ausztrália                            |
| ----- | ----------------- | ------------------------------------- |
|       | (0–1) Jegyzőkönyv | Kewell 43' (11-esből) Allsopp 48' 56' |

| Riobamba Nézőszám: 10 000 Játékvezető: Hartmut Strampe (német) |

| 1995. augusztus 9. 14:15 |

| Nigéria                     | 2–1               | Spanyolország         |
| --------------------------- | ----------------- | --------------------- |
| Obiorah 48' Onwuzuruike 84' | (0–0) Jegyzőkönyv | Duarte 57' (11-esből) |

| Riobamba Nézőszám: 10 000 Játékvezető: Barry Tasker (új-zélandi) |

### D csoport
| Csapat      | M | Gy | D | V | G+ | G– | Gk | P |
| ----------- | - | -- | - | - | -- | -- | -- | - |
| Brazília    | 3 | 2  | 1 | 0 | 5  | 0  | +5 | 7 |
| Omán        | 3 | 2  | 1 | 0 | 5  | 1  | +4 | 7 |
| Németország | 3 | 1  | 0 | 2 | 3  | 6  | –3 | 3 |
| Kanada      | 3 | 0  | 0 | 3 | 1  | 7  | –6 | 0 |

| 1995. augusztus 4. 13:00 |

| Brazília                              | 3–0               | Németország |
| ------------------------------------- | ----------------- | ----------- |
| Djimi 39' Carlos Alberto 54' Juan 63' | (1–0) Jegyzőkönyv |             |

| Ibarra Nézőszám: 16 000 Játékvezető: Szaíd Belqula (marokkói) |

| 1995. augusztus 4. 15:15 |

| Omán                         | 2–1               | Kanada      |
| ---------------------------- | ----------------- | ----------- |
| al-Katíri 43' 62' (11-esből) | (1–0) Jegyzőkönyv | Bernier 70' |

| Ibarra Nézőszám: 16 000 Játékvezető: Pierre Mounguengui (gaboni) |

| 1995. augusztus 6. 14:00 |

| Brazília | 0–0         | Omán |
| -------- | ----------- | ---- |
|          | Jegyzőkönyv |      |

| Ibarra Nézőszám: 10 000 Játékvezető: Vaszil Melnicsuk (ukrán) |

| 1995. augusztus 6. 16:15 |

| Németország                      | 3–0               | Kanada |
| -------------------------------- | ----------------- | ------ |
| Brezina 23' Rost 68' Brugera 73' | (1–0) Jegyzőkönyv |        |

| Ibarra Nézőszám: 10 000 Játékvezető: Szaíd Belqula (marokkói) |

| 1995. augusztus 9. 13:00 |

| Németország | 0–3               | Omán                                         |
| ----------- | ----------------- | -------------------------------------------- |
|             | (0–1) Jegyzőkönyv | al-Katíri 4' (11-esből) asz-Szijjábi 81' 87' |

| Ibarra Nézőszám: 9000 Játékvezető: José Luis da Rosa (uruguayi) |

| 1995. augusztus 9. 15:15 |

| Brazília           | 2–0               | Kanada |
| ------------------ | ----------------- | ------ |
| Bel 2' Eduardo 46' | (1–0) Jegyzőkönyv |        |

| Ibarra Nézőszám: 9000 Játékvezető: Leslie Irvine (északír) |

## Egyenes kieséses szakasz
|  |                            |              |                           |                            |   |           |                           |                           |                           |                           |               |       |       |
|  | Negyeddöntők               | Negyeddöntők | Negyeddöntők              |                            |   | Elődöntők | Elődöntők                 | Elődöntők                 |                           |                           | Döntő         | Döntő | Döntő |
|  | Negyeddöntők               | Negyeddöntők | Negyeddöntők              |                            |   | Elődöntők | Elődöntők                 | Elődöntők                 |                           |                           | Döntő         | Döntő | Döntő |
|  | augusztus 12. – Quito      |              |                           |                            |   |           |                           |                           |                           |                           |               |       |       |
|  |                            |              |                           |                            |   |           |                           |                           |                           |                           |               |       |       |
|  | A1                         | Ghána        | 2                         |                            |   |           |                           |                           |                           |                           |               |       |       |
|  | A1                         | Ghána        | 2                         | augusztus 17. – Portoviejo |   |           |                           |                           |                           |                           |               |       |       |
|  | B2                         | Portugália   | 0                         |                            |   |           |                           |                           |                           |                           |               |       |       |
|  | B2                         | Portugália   | 0                         |                            |   | Ghána     | Ghána                     | 3                         |                           |                           |               |       |       |
|  | augusztus 12. – Portoviejo |              |                           |                            |   | Ghána     | Ghána                     | 3                         |                           |                           |               |       |       |
|  |                            |              | Omán                      | Omán                       | 1 |           |                           |                           |                           |                           |               |       |       |
|  | C1                         | Nigéria      | Omán                      | Omán                       | 1 | 1         |                           |                           |                           |                           |               |       |       |
|  | C1                         | Nigéria      |                           |                            |   | 1         | augusztus 20. – Guayaquil |                           |                           |                           |               |       |       |
|  | D2                         | Omán         | 2                         |                            |   |           |                           |                           |                           |                           |               |       |       |
|  | D2                         | Omán         | 2                         |                            |   | Ghána     | Ghána                     | 3                         |                           |                           |               |       |       |
|  | augusztus 13. – Guayaquil  |              |                           |                            |   | Ghána     | Ghána                     | 3                         |                           |                           |               |       |       |
|  |                            |              | Brazília                  | Brazília                   | 2 |           |                           |                           |                           |                           |               |       |       |
|  | B1                         | Argentína    | Brazília                  | Brazília                   | 2 | 3         |                           |                           |                           |                           |               |       |       |
|  | B1                         | Argentína    | augusztus 17. – Guayaquil |                            |   | 3         |                           |                           |                           |                           |               |       |       |
|  | A2                         | Ecuador      | 1                         |                            |   |           |                           |                           |                           |                           |               |       |       |
|  | A2                         | Ecuador      | 1                         |                            |   | Argentína | Argentína                 | 0                         | Bronzmérkőzés             | Bronzmérkőzés             | Bronzmérkőzés |       |       |
|  | augusztus 13. – Portoviejo |              |                           |                            |   | Argentína | Argentína                 | 0                         | Bronzmérkőzés             | Bronzmérkőzés             | Bronzmérkőzés |       |       |
|  |                            |              | Brazília                  | Brazília                   | 3 |           |                           | augusztus 20. – Guayaquil | augusztus 20. – Guayaquil | augusztus 20. – Guayaquil |               |       |       |
|  | D1                         | Brazília     | Brazília                  | Brazília                   | 3 | 3         |                           | augusztus 20. – Guayaquil | augusztus 20. – Guayaquil | augusztus 20. – Guayaquil |               |       |       |
|  | D1                         | Brazília     |                           |                            |   |           |                           | Omán                      | Omán                      | 0                         |               |       |       |
|  | C2                         | Ausztrália   | 1                         |                            |   |           |                           | Omán                      | Omán                      | 0                         |               |       |       |
|  | C2                         | Ausztrália   | 1                         |                            |   | Argentína | Argentína                 | 2                         |                           |                           |               |       |       |
|  |                            |              |                           |                            |   | Argentína | Argentína                 | 2                         |                           |                           |               |       |       |

### Negyeddöntők
| 1995. augusztus 12. 17:00 |

| Ghána                      | 2–0               | Portugália |
| -------------------------- | ----------------- | ---------- |
| Bentil 12' Amaniampong 87' | (1–0) Jegyzőkönyv |            |

| Quito Nézőszám: 2000 Játékvezető: González Epifanio (paraguayi) |

| 1995. augusztus 12. 20:00 |

| Nigéria                  | 1–2               | Omán                      |
| ------------------------ | ----------------- | ------------------------- |
| Chukwueke 13' (11-esből) | (1–1) Jegyzőkönyv | al-Katíri 32' al-Núbi 49' |

| Portoviejo Nézőszám: 12 000 Játékvezető: Hartmut Strampe (német) |

| 1995. augusztus 13. 14:00 |

| Brazília                           | 3–1               | Ausztrália  |
| ---------------------------------- | ----------------- | ----------- |
| Rodrigo 14' Kléber 65' Antonio 75' | (1–1) Jegyzőkönyv | Allsopp 32' |

| Portoviejo Nézőszám: 12 000 Játékvezető: Antonio Maruffo (mexikói) |

| 1995. augusztus 13. 17:00 |

| Argentína                               | 3–1               | Ecuador   |
| --------------------------------------- | ----------------- | --------- |
| Mercado 36' (öngól) Aimar 46' Gatti 66' | (1–0) Jegyzőkönyv | Ayala 86' |

| Guayaquil Nézőszám: 10 000 Játékvezető: Leslie Irvine (északír) |

### Elődöntők
| 1995. augusztus 17. 17:00 |

| Ghána                            | 3–1               | Omán          |
| -------------------------------- | ----------------- | ------------- |
| Ansah 38' Kamara 54' Iddrisu 72' | (1–0) Jegyzőkönyv | al-Katíri 67' |

| Portoviejo Nézőszám: 18 000 Játékvezető: José Luis da Rosa (uruguayi) |

| 1995. augusztus 17. 20:00 |

| Argentína | 0–3               | Brazília                        |
| --------- | ----------------- | ------------------------------- |
|           | (0–0) Jegyzőkönyv | Rodrigo 74' Rocha 88' Fabio 90' |

| Guayaquil Nézőszám: 3000 Játékvezető: Fritz Stuchlik (osztrák) |

### Bronzmérkőzés
| 1995. augusztus 20. 14:30 |

| Omán | 0–2               | Argentína               |
| ---- | ----------------- | ----------------------- |
|      | (0–1) Jegyzőkönyv | Gatti 20' Cambiasso 71' |

| Guayaquil Nézőszám: 30 000 Játékvezető: Szaíd Belqula (marokkói) |

### Döntő
| 1995. augusztus 20. 17:00 |

| Ghána                           | 3–2               | Brazília                   |
| ------------------------------- | ----------------- | -------------------------- |
| Sule 39' Iddrisu 45' Bentil 49' | (2–0) Jegyzőkönyv | Juan 47' Marco Antonio 90' |

| Guayaquil Nézőszám: 30 000 Játékvezető: Leslie Irvine (északír) |

## Díjak
| Az 1995-ös U17-es labdarúgó-világbajnokság győztese |
| --------------------------------------------------- |
| · Ghána · 2. cím                                    |

adidas Golden Ball
- Mohammed al-Katíri

adidas Golden Shoe
- Daniel Allsopp

FIFA Fair Play díj
- Brazília

## Gólszerzők
5 gólos
- Mohammed al-Katíri
- Daniel Allsopp

4 gólos
- Fernando Gatti